# Alekseï Koulak
Pour les articles homonymes, voir Fedora (homonymie).
Alekseï Issidorovitch Koulak (en russe : Алексей Исидорович Кулак), également connu sous son nom de code « Fedora », né en 1922 et décédé en 1984, était un colonel du KGB agissant sous couverture de diplomate soviétique à l'Organisation des Nations unies pendant la guerre froide. De 1962 à 1977, il fut agent des services de renseignements américains.

## Biographie
Koulak a combattu pendant la Seconde Guerre mondiale et a été décoré du titre de héros de l'Union soviétique. Après la guerre, il est diplômé en génie chimique à l'Institut Mendeleïev de Moscou (1953), obtient un doctorat en chimie et devint officier de renseignement du KGB spécialisé dans l'espionnage scientifique et technique. En novembre 1961, il arrive en poste sous couverture de membre de la mission soviétique auprès de l'Organisation des Nations unies à New York. 
Quelques mois plus tard, il entre dans un bureau du Federal Bureau of Investigation (FBI) et donne aux agents fédéraux des informations sur les officiers et agents de la rézidientoura du KGB de New York. Il reste en poste aux Nations unies jusqu'en 1967. Il revient à la mission soviétique à New York où il reste jusqu'en 1976. Il aura fourni des renseignements au FBI pendant dix ans. De plus, il accepte de continuer à espionner pour les États-Unis après son retour en URSS, communiquant via la station moscovite de la Central Intelligence Agency (CIA). 
Dans les milieux informés de son existence, les opinions étaient radicalement partagées quant à dire si Koulak était un agent sincère, ou s'il avait été envoyé délibérément par le KGB pour désinformer les services américains. Le directeur du FBI J. Edgar Hoover croyait que Koulak (à qui le FBI a donné le nom de code « Fedora ») était authentique. Cependant, d'autres comme William C. Sullivan, directeur adjoint d'une division de contre-espionnage du FBI, ou James Angleton, chef du contre-espionnage de la CIA, pensaient que Koulak était un agent double contrôlé par le KGB. 
En 1978, le livre Legend: The Secret World of Lee Harvey Oswald d'Edward Jay Epstein, rend public l'existence d'une taupe dans le poste du KGB de New York et certains détails susceptible d'identifier Koulak. La CIA avertit Koulak et lui propose de l'exfiltrer hors d'URSS, mais celui-ci déclina l'offre, préférant prendre le risque de rester en URSS. Il ne fut jamais arrêté, et décéda en 1984 à l'âge de 62 ans. Il est enterré au cimetière de Kountsevo.